# 고레

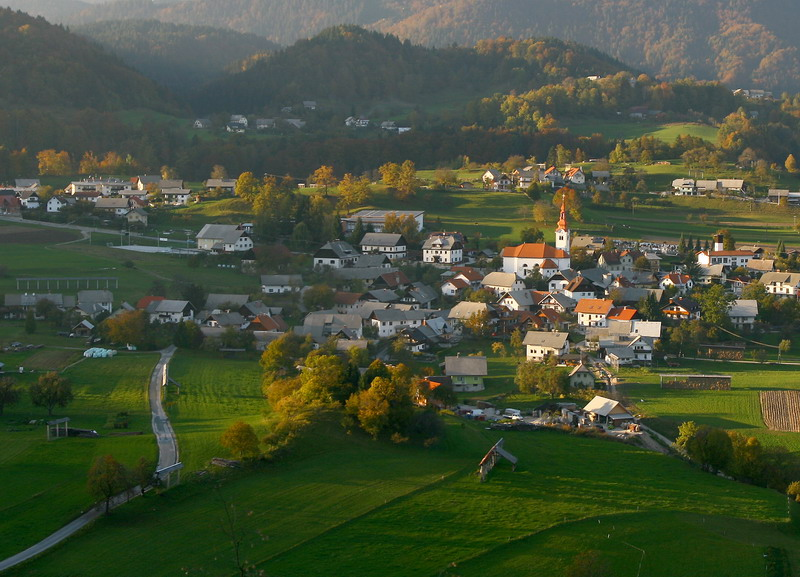
고레

고레의 위치

고레(슬로베니아어: Gorje)는 슬로베니아의 도시로 면적은 116.2km2, 높이는 597m, 인구는 2,856명(2002년 기준), 인구 밀도는 24.6명/km2이다. 2006년 블레트에서 분리되어 신설되었다.